# Иван Филев
Иван Филев е български композитор и диригент. Автор е на произведения за симфоничен и струнен оркестър, камерни творби, хорови песни, джазови композиции, театрална музика и др. Носител е на награди от Международния симпозиум на композиторите в Будапеща, СБК и др.

## Биография
Иван Филев е роден на 22 юни 1941 г. През 1968 г. завършва БДК (дн. ДМА „П. Владигеров“) с композиция при проф. Марин Големинов и проф. Ал. Райчев и дирижиране при проф. К. Илиев.
Активната му диригентска кариера започва в Русенската филхармония, по-късно става неин главен диригент. Диригент на Камерната опера в Благоевград. Главен диригент (от 1983 г.) и главен художествен ръководител (от 1987 г.) на Варненската опера. Диригент на Оперния театър в Кайро, Египет (от 1990 г.).

## Творчество
За симфоничен оркестър
- 5 пиеси (1967); Прелюд и фуга (1968); Вариации; „Симфонични форми“ (1970); Малък концерт (1973); Симфонична поема „Кон-трасти“.
- Концертини за пиано и орк.: №1 (1963), №2 (1967).
- Концертино за фагот и орк.

За струнен оркестър
- Рондо (1963); Музика за струнни, духови и пиано (1966); Симфониета (1967).

Камерна музика
- Монолог за виола.
- Пиеси за пиано.
- Вокали за 24 солисти.

## Награди
На 7 май 2012 година е номиниран за награда „Варна“ в областта на операта.